# Preservação condicional dos santos
A preservação condicional dos santos (ou mais comum, segurança condicional) é a crença arminiana que os crentes são mantidos seguros por Deus em seu relacionamento salvador com Ele sobre a condição de uma fé perseverante em Cristo. Arminianos encontram a Escritura descrevendo tanto o ato inicial de fé em Cristo, "pelo qual o relacionamento é efetivado, e a fé perseverante nEle na qual a relação é sustentada."  O relacionamento do "crente em Cristo nunca é um relacionamento extático, existindo como a consequência irrevogável de uma decisão passada, ato, ou experiência." Pelo contrário, é uma união viva "exercida sobre uma fé viva em um Salvador vivo." Esta união viva é capturada neste simples mandamento de Cristo, "permanecei em mim, e eu permanecerei em vós" (João 15:4).
Conforme os arminianos, a fé salvadora bíblica se expressa em amor e obediência a Deus (Gálatas 5.6; Hebreus 5.8-9). Na Confissão Arminiana de 1621, os Remonstrantes (ou líderes arminianos) afirmaram que a verdadeira ou fé viva opera pelo amor, e que Deus escolheu dar salvação e vida eterna pelo Seu Filho, "e para finalmente glorificar todo aquele e somente aquele verdadeiro crente em seu nome, ou obedecendor do seu evangelho, e perseverante na fé e obediência até a morte... "
Arminianos acreditam que "isto é mais que evidente a partir das Escrituras que o crente está seguro." Além disso, os crentes têm a garantia de saber que não há poder externo ou circunstância que pode separá-los do amor de Deus que eles desfrutam em união com Cristo. No entanto, arminianos veem várias advertências na Escritura dirigidas a crentes genuínos sobre a possibilidade de apostasia, na incredulidade e, assim, se tornando separados de sua união salvífica com Deus através de Cristo. Arminianos sustentam que, se um crente se torna incrédulo (comete apostasia), ele necessariamente deixa de participar das promessas de salvação e vida eterna feita aos crentes que continuam na fé e permanecem unidos a Cristo. Por isso, arminianos reconhecem a importância de alertar os crentes sobre o perigo de apostasia e os exortar a perseverar na fé como um meio de edificá-los, incentivando o amadurecimento espiritual, que é o caminho certo e bíblico para evitar a apostasia.

## Denominações que afirmam segurança condicional
As seguintes denominações afirmam a segurança condicional do crente em qualquer um dos seus artigos ou declaração de fé, ou por meio de um documento de posição.
- Igreja Católica[14]
- Igreja Ortodoxa[15]
- Igreja Luterana - Sínodo de Missouri[16]
- Igreja Metodista Livre[17]
- Associação Geral dos Batistas Gerais[18]
- Exército da Salvação[19]
- Igreja do Nazareno[20]
- Assembleia de Deus[21]
- Associação Nacional dos Batistas Livre-arbítrio[22]
- Igreja Missionária[23]
- Evangelical Friends Church—Eastern Region[24]

## Recursos

### Visões multiplas
- J. Matthew Pinson, ed. (2002). Four Views on Eternal Security. Zondervan. ISBN 0-310-23439-5
- Herbert W. Bateman IV, ed. (2007). Four Views on the Warning Passages in Hebrews. Kregel Publications. ISBN 978-0-8254-2132-7

### Visão arminiana
- W. T. Purkiser (1956, 1974 2nd ed.). Security: The False and the True. Beacon Hill Press. ISBN 083-410-0487
- Robert Shank (1960). Life in the Son: A Study of the Doctrine of Perseverance. Bethany House Publishers. ISBN 1-55661-091-2
- I. Howard Marshall (1969, 1995 Rev. ed.). Kept by the Power of God: A Study of Perseverance and Falling Away. Paternoster Press. ISBN 0-85364-642-2
- Dale Yocum (1986). Creeds in Contrast: A Study in Calvinism and Arminianism. Schmul Publishing Co. ISBN 0-88019-183-X
- David Pawson (1996). Once Saved, Always Saved? A Study in Perseverance and Inheritance. Hodder & Stoughton. ISBN 0-340-61066-2
- B. J. Oropeza (2000, 2007). Paul and Apostasy: Eschatology, Perseverance, and Falling Away in the Corinthian Congregation. Wipf & Stock Publishers. ISBN 1-55635-332-2
- Daniel Corner (2000). The Believer's Conditional Security: Eternal Security Refuted. ISBN 0-9639076-8-9
- Robert E. Picirilli (2002). Grace, Faith, Free Will. Contrasting Views of Salvation: Calvinism and Arminianism. Randall House Publications. ISBN 0-892656-48-4
- Frederick W. Claybrook, Jr. (2003) Once Saved, Always Saved? A New Testament Study of Apostasy. University Press of America. ISBN 0-7618-2642-4
- French L. Arrington (2005). Unconditional Eternal Security: Myth or Truth? Pathway Press. ISBN 1-59684-070-6

### Visão calvinista tradicional
- G. C. Berkouwer (1958). Studies in Dogmatics: Faith and Perseverance. Wm. B. Eerdmans Publishing Company. ISBN 0-8028-4811-7
- D. Martyn Lloyd-Jones (1976). Romans 8:17-39: The Final Perseverance of the Saints. Banner of Truth. ISBN 0-85151-231-3
- Judith M. Gundry (1991). Paul and Perseverance: Staying in and Falling Away. Westminster/John Knox. ISBN 0-664-25175-5
- Anthony A. Hoekema (1994). Saved by Grace. Wm. B. Eerdmans. ISBN 0-8028-0857-3
- A. W. Pink (2001). Eternal Security. Sovereign Grace Publishers. ISBN 1-58960-195-5
- Thomas R. Schreiner & Ardel B. Caneday (2001). The Race Set Before Us: A Biblical Theology of Perseverance and Assurance. Inter-Varsity Press. ISBN 0-8308-1555-4
- Alan P. Stanley (2007). Salvation is More Complicated Than You Think: A Study on the Teachings of Jesus. Authentic Publishing. ISBN 1-934068-02-0

### Visão calvinista não tradicional
- R. T. Kendall (1983, 1995). Once Saved, Always Saved. Authentic Media. ISBN 1-932805-27-3
- Zane C. Hodges (1989). Absolutely Free! A Biblical Reply to Lordship Salvation. Zondervan Publishers. ISBN 978-0310519607
- Charles C. Ryrie (1989, 1997). So Great Salvation: What it Means to Believe in Jesus Christ. Moody Publishers. ISBN 0-8024-7818-2
- Charles Stanley (1990). Eternal Security: Can You Be Sure?. Oliver-Nelson Books. ISBN 0-8407-9095-3
- Joseph C. Dillow (1992). The Reign of the Servant Kings: A Study of Eternal Security and the Final Significance of Man. Schoettle Publishing Company. ISBN 1-56453-095-7
- Norman L. Geisler (1999, 2001). Chosen But Free: A Balanced View of Divine Election, 2nd ed. Bethany House Publishers. ISBN 0-7642-2521-9
- Tony Evans (2004). Totally Saved. Moody Publishers. ISBN 978-0802468246